# Кабошьены
Кабошье́ны (фр. Cabochiens) — народное движение в 1413 году в Париже, вождём которого был мясник Симон Кабош, эпизод гражданской войны между арманьяками и бургундцами. 

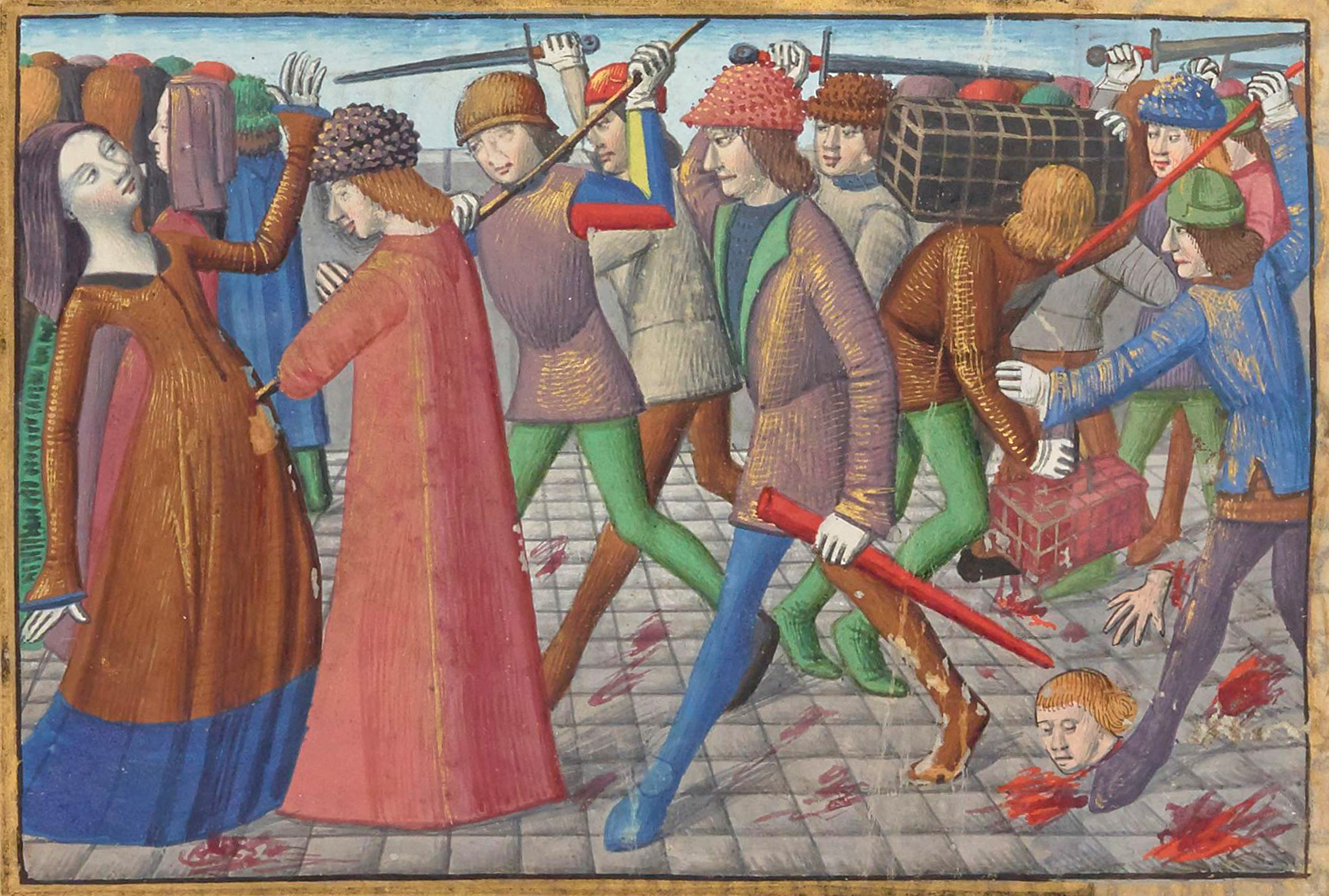
Восстание кабошьенов. Миниатюра из «Вигилий Карла VII»

Во время борьбы придворных партий при слабом Карле VI весной 1413 года Жану Бесстрашному, герцогу Бургундскому, удалось воодушевить парижан с целью провести ряд административных, судебных и финансовых реформ. Он получил поддержку корпорации мясников Большой парижской бойни, людей богатых, но не знатных, вождём которых был Симон Кабош. Кабошьены, носившие белые капюшоны — отличительный знак своей корпорации, подняли восстание, и 27–29 апреля восставшим удалось захватить Бастилию и резиденцию дофина, добиться отстранения от власти и ареста 19 чиновников, включая прево Парижа Пьера дез Эссара. 9–11 мая восстание возобновилось с новой силой; 22 мая толпа овладела королевским дворцом Сен-Поль, арестовала 30 приближённых королевы (некоторые из них были казнены). Кабошьены какое-то время осуществляли власть в городе. 
Академики Парижского университета воспользовались этим, чтобы подготовить и предложить административную реформу с целью ограничить монархическую власть. 27 мая 1413 года был обнародован указ, известный как Кабошьенский ордонанс (ordonnance cabochienne), подписанный дофином Людовиком Гиеньским. Несмотря на это ордонанс так и остался простой программой. 
Злоупотребления бургундцев и кабошьенов побудили парижан восстать. Парижская высшая буржуазия во главе с адвокатом Жаном Жувенелем де Урсеном выступили за возвращение в конце августа арманьяков. 
Вскоре перед Парижем появились войска орлеанской партии под начальством графа д’Арманьяка. Герцог Бургундский и его сторонники бежали из города.  Кабошьены, которым не удалось бежать, были казнены, а ордонанс был отменен 5 сентября 1413 года. Самому Симону Кабошу также удалось бежать. Большая парижская бойня, центр движения кабошьенов, была разрушена и потеряла все свои привилегии. 